# Hequ (cheval)
Pour les articles homonymes, voir Hequ.
Nanfan
Vous lisez un « bon article » labellisé en 2015.
Le Hequ (chinois : 河曲马 ; pinyin : Héqū mǎ), autrefois nommé Nanfan, est une race de chevaux originaire du Nord-Ouest du plateau du Tibet, administrativement chinois et culturellement tibétain. Élevé dès l'époque de la dynastie Tang, ce cheval est influencé par le poney tibétain, le Ferghana et le cheval mongol. Il reçoit son nom actuel en 1954, inspiré par sa région natale, la première boucle du fleuve Jaune. Jadis très commun, l'élevage du Hequ a régressé sous l'influence de la politique chinoise et de la modernisation des modes de transport.
Ce petit cheval très solide est apte à la selle comme au trait léger. Il se divise en trois types, le Jiaoke, le Suoke et le Kesheng. Il présente une adaptation physiologique remarquable, issue d'une forte pression de la sélection naturelle, lui permettant de vivre dans l'environnement hypoxique (en) du plateau tibétain, à des altitudes de 4 000 m. Le Hequ se montre d'une grande polyvalence, étant présent tant lors de courses locales tibétaines que pour l'usage religieux ou la gestion des troupeaux. Les autorités chinoises cherchent à développer son élevage pour la viande. La race reste commune ; plusieurs milliers de ces chevaux se rencontrent encore couramment dans les régions de Maqu, Xiahe et Luqu.

## Dénomination
La race est officiellement nommée « Hequ » en 1954 par le bureau d'élevage du Nord-Ouest de la Chine, mais elle porte localement d'autres noms tels que « Tangke », « Qiaoke » et « Nanfan », qui était le nom le plus souvent employé avant 1954 (ce nom est notamment mentionné dans l'étude de Xie Chengxia). Le nom « Hequ » est une référence au nom chinois de la première boucle du fleuve Jaune, qui forme le berceau de race. Depuis 1954, seul ce nom officiel est d'usage. En russe, ce cheval porte le nom de « Khetsyui ». Il est souvent confondu, à tort, avec le poney tibétain.

## Histoire
La race trouve son origine dès l'époque de la dynastie Tang, sous le nom de « Tu-fan ». Elle sert le plus souvent de monture de guerre. L'Empereur ordonne la création d'un haras pour élever des montures de cavalerie. De nombreux chevaux sont importés de l'Ouest de l'Asie et croisés avec les animaux locaux, de type tibétain. Le Hequ est fortement influencé par le cheval dit « Dawan », qui semble être le même que le cheval de Ferghana. Sous la dynastie Yuan, le Hequ est croisé avec les montures de la tribu mongole des Xianbei, qui envahissent l'actuelle province de Qinghai. Au XIXe siècle, le Hequ est importé depuis le Sud du Qinghai vers le Nord de cette même province, afin d'être croisé avec le Datong pour améliorer celui-ci. À partir de 1934, certains Hequ sont croisés pour donner la race Shandan.
Lors du recensement effectué en 1980, le Hequ est l'une des races de chevaux les plus communes sur le territoire de la Chine, avec 180 000 têtes. Cependant, le recensement de la FAO donne un chiffre différent, de l'ordre de 60 000 têtes, en 1982. Au début des années 1990, des chercheurs chinois discutent de mesures visant à maîtriser techniquement l'élevage des chevaux Hequ, de manière à définir une région de conservation et sélectionner un troupeau de référence.
Cette race est considérée comme étant en déclin depuis la fin du XXe siècle. La cause majeure de ce déclin est liée à la politique chinoise locale, qui encourage plutôt l'élevage des ovins et du yack. L'autre raison est à chercher dans la modernisation des modes de transport, les jeunes éleveurs et bergers optant de plus en plus souvent pour une moto ou une mobylette afin de se déplacer, au détriment du cheval. En 2005, un rapide sondage auprès de Tibétains âgés révèle qu'ils regrettent ces changements, et craignent que le cheval ne finisse par totalement disparaître.

## Description

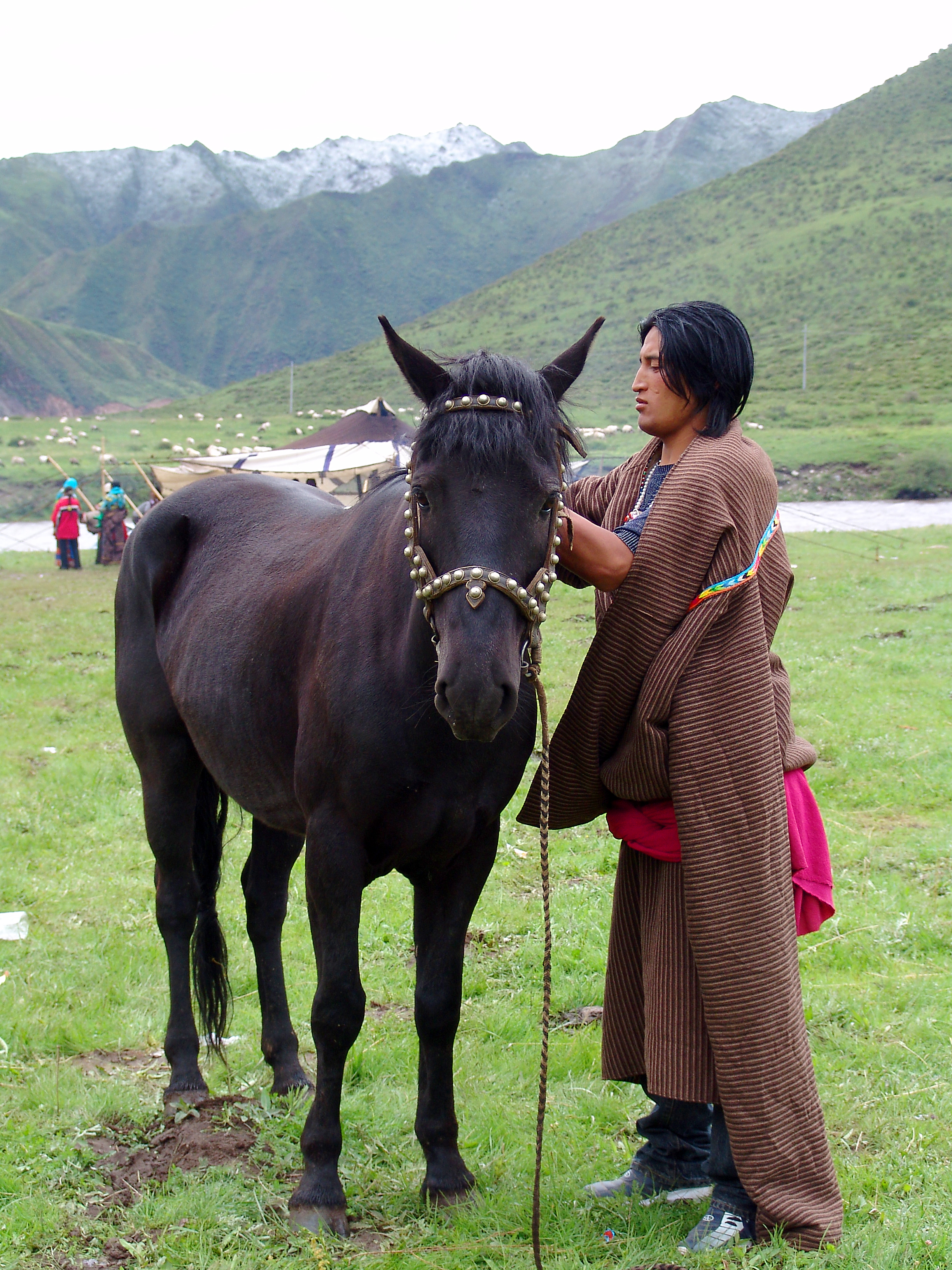
Nomade tibétain avec un cheval Hequ noir dans le Gansu, sur le plateau tibétain.

Le Hequ est alternativement décrit comme un cheval de selle et un cheval de trait léger,,. C'est un petit cheval toisant de 1,30 m à 1,50 m, pour un poids de 330 à 400 kg, doté d'une bonne carrure. La tête est de longueur moyenne, avec un profil rectiligne ou moutonné (seul le chanfrein est convexe). Fine, elle est dotée d'yeux très mobiles. Les oreilles sont longues, les naseaux larges et bien ouverts. Les ganaches sont larges et le museau, petit. L'encolure est moyenne à courte, épaisse, inclinée et bien reliée aux épaules, elles-mêmes bien inclinées. Le poitrail est large et profond, le dos plutôt long, la croupe légèrement inclinée. Les membres sont solides. Le pied est large, mais pas aussi solide qu'il ne le devrait. Les robes les plus communes sont le noir, le bai et le gris, la robe étant en principe unie.
Les juments atteignent leur maturité à deux ans et sont aptes à se reproduire à trois. Elles peuvent donner naissance à 12 ou 13 poulains dans leur vie. Le taux de fertilité est de 70 %, mais peut monter à 80 voire 90 % avec des soins adaptés.

### Types
Trois variétés sont distinguées chez la race : le Jiaoke (ou Jiaode), le Suoke et le Kesheng. Le Jiaoke provient du sud de Gansu, il s'agit de la variété la plus massive. La tête est plus large et il présente parfois des problèmes de solidité des pieds. La robe prédominante est le gris. Le Suoke provient de l'Ouest du Sichuan. La tête est large et le rein court. Il porte sa queue très haut, comme sur les représentations de la dynastie Tang. Le Kesheng provient comme son nom l'indique de la région autonome du Kesheng. Il est davantage influencé par le cheval mongol.

### Tempérament et entretien
Le Hequ est particulièrement rustique. Élevé à des altitudes allant de 3 000 à 5 000 mètres, il supporte de basses températures, des chutes de neige sept mois de l'année et la pluie pendant l'été. Il prend rapidement du poids en été, et perd plus lentement ses graisses en automne et en hiver que les autres chevaux. Son adaptation aux conditions environnementales extrêmes a fait l'objet d'une analyse publiée dans PLOS One, concluant qu'elle provient sans doute d'une très longue évolution ayant favorisé la capacité à gérer l'oxygène. Cette évolution a rendu le Hequ particulièrement adapté aux environnements hypoxiques (en). Il présente ainsi des différences génétiques et morphologiques importantes par rapport aux chevaux des basses altitudes. Une étude menée à l'université du Gansu (publiée uniquement en chinois) arrive aux mêmes conclusions : le froid et la rareté de l'oxygène entraînent une adaptation physiologique bien visible, notamment en matière de taille, de largeur de poitrine et de couleur de peau.
En 2000, la composition des pâtures fréquentées par la race a été analysée, en particulier sur leur teneur en minéraux et la composition du sang du Hequ. Les résultats indiquent que les teneurs en sélénium et en zinc sont significativement inférieures aux besoins nutritionnels standard des autres races de chevaux.

### Sélection et génétique
Le Hequ est considéré comme l'un des sept grands groupes de chevaux de Chine. Il est vu comme un cheval de type supérieur, notamment de par sa taille, plus élevée que celle de la plupart des chevaux natifs de la Chine. Cette race fait l'objet d'une sélection dans plusieurs centres d'élevage, visant à l'améliorer.
Une étude publiée dans le Journal of heredity a permis de déterminer l'appartenance de cette race au groupe des chevaux du Qinghai et du plateau du Tibet, dont le Hequ fait partie avec le Chaidamu, le Datong et le Yushu,. Il dispose du plus faible nombre d'allèles (6.74) parmi les 28 races étudiées pour les besoins d'une comparaison entre les chevaux chinois, publiée dans Animal Genetics. Six haplotypes ont été identifiés chez les chevaux du Gansu. Le cluster E n'est présent que chez le Hequ, qui possède vraisemblablement la même origine maternelle que le cheval Qilian. Cette étude publiée dans le Journal of Agricultural Biotechnology en conclut (2014) qu'il est potentiellement un descendant du cheval de Przewalski. Une autre étude a porté sur la composition des fibroblastes testiculaires des étalons Hequ (en 2012), montrant que « le cheval Hequ est une importante ressource génétique nationale conservée au niveau cellulaire, qui fournira un matériel expérimental idéal pour les études génétiques. ».

## Utilisations

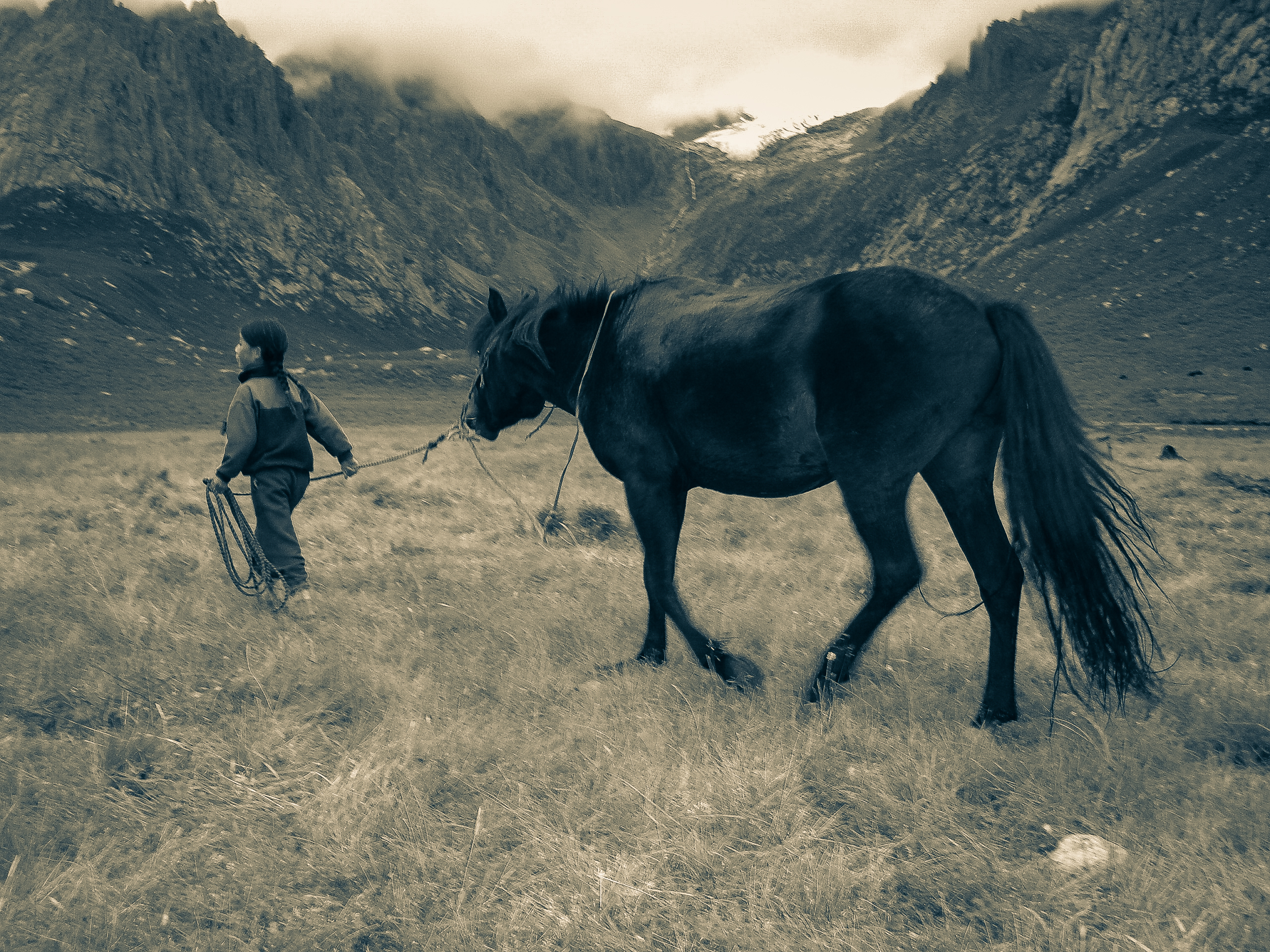
Fillette tibétaine guidant un cheval à la main, dans la montagne.

Le Hequ est très polyvalent, son habileté à traverser les régions montagneuses et les marais est reconnue. Il est surtout employé pour la traction et monté par les pasteurs de montagne tibétains, bien que ce dernier usage se raréfie. Il arrive qu'il soit bâté ou attelé pour le transport et le travail agricole. Ses aptitudes de traction sont plutôt bonnes, avec une forte capacité d'endurance. En revanche, sa rapidité est modérée. Il récupère rapidement après l'effort.

### Courses et usages traditionnels
Le Hequ reste associé à un usage religieux et folklorique, pour porter le lama réincarné, ou pour participer à des courses de chevaux locales. Les courses de Maqu sont particulièrement réputées et attirent des centaines de milliers de spectateurs, venus voir s'affronter les cavaliers de la région. Ces courses font plus ou moins appel à l'endurance, puisqu'elles s'effectuent sur des distances allant de 1 à 10 kilomètres. Ce cheval est désormais valorisé dans le cadre du tourisme, l'usage du Hequ étant considéré comme profondément enraciné dans la culture tibétaine. Certains pasteurs tibétains voient leur cheval comme leur « meilleur ami ».

### Production de viande
Plusieurs études chinoises débutées en 1989 et publiées en 1993 dans le Journal of Gansu Agricultural University ont porté sur les aptitudes de la race à la production de viande. Parmi les chevaux présents en Chine, le Hequ est l'un de ceux qui présentent les meilleures qualités à cette fin, le pourcentage moyen de viande récupéré sur la carcasse étant de 79,42 %. De par son apparence générale, le Hequ possède une conformation proche du type recherché sur ce marché, avec notamment un corps allongé, des os fins et une couche de graisse présente sous la peau pendant la saison froide. Les chercheurs chinois estiment nécessaire de sélectionner des lignées à viande parmi cette race. L'analyse de la composition de la viande de Hequ a porté sur sa valeur nutritive, qui se distingue par un taux élevé de protéines (22,8 %) et un taux très bas de graisses (4,96 %). L'étude ajoute que les coutumes ethniques reculent (et avec elles les utilisations traditionnelles de cette race), et que l'élevage de chevaux pour la viande « n'est pas accepté par les masses ».

## Diffusion de l'élevage
Le Hequ est considéré par l'étude de l'université d'Uppsala (2010) comme une race locale qui n'est pas menacée d'extinction. D'après l'évaluation de la FAO réalisée en 2007, ce cheval est commun.
Considéré comme l'une des races natives de la Chine, et très célèbre dans tout ce pays, son berceau de race se situe pourtant dans une région culturellement tibétaine, au Nord-Ouest du plateau du Tibet, précisément près de la première boucle du fleuve Jaune, au croisement des provinces du Qinghai, du Sichuan et du Gansu. La population du Hequ a beaucoup décru au début du XXIe siècle, le nombre de chevaux étant estimé se situer dans une fourchette entre 16 000 et 50 000 têtes. Ce cheval se rencontre encore assez couramment dans le xian de Maqu, qui en recèlerait environ 30 000 en 2012. Il est également fréquent dans les xian de Xiahe et Luqu.